# Bank Street (stadion)
Bank Street – nieistniejący, wielofunkcyjny stadion, który znajdował się w Manchesterze w Anglii. Przeważnie był używany do rozgrywania meczów piłkarskich i był drugim po North Road stadionem Manchesteru United.
Stadion był w stanie pomieścić 50 000 widzów, ale klub został przeniesiony na Old Trafford w 1910, ponieważ właściciel United John Henry Davies uważał, że nie będzie możliwości jego rozbudowy do stanu, który sobie zaplanował. United przenieśli się na Bank Street z North Road w 1893.